# Oficerski Trybunał Orzekający
Oficerski Trybunał Orzekający (OTO) – trybunał Wojska Polskiego II RP.

## Historia OTO
Oficerski Trybunał Orzekający został ustanowiony dekretem L. N.D. 1305 Naczelnego Wodza Wojsk Polskich Józefa Piłsudskiego z 25 września 1919 roku.
Do zakresu działania Trybunału należały sprawy
1. oficerów Wojska Polskiego, wobec których zostały sformułowane zarzuty o czyny nieetyczne popełnione w czasie służby przed wstąpieniem do Wojska Polskiego polegające na nieprzyznawaniu się do narodowości polskiej, wrogim odnoszeniu się do Narodu Polskiego lub wrogim występowaniu przeciwko idei Państwa Polskiego itp.,
2. oficerów Państw zaborczych ubiegających się o przyjęcie do Wojska Polskiego, wobec których zostały sformułowane zarzuty określone w pkt 1, a ponadto „zgłoszenia się zamiast do Wojsk lub formacji polskich - do Wojsk lub formacji obcych”,
3. oficerów Wojska Polskiego oskarżonych o zachowania niehonorowe, przekazane Trybynałowi do rozpatrzenia przez Ministra Spraw Wojskowych,
4. przyjęcia do Wojska Polskiego lub zatrzymania w Wojsku Polskim oficerów niebędących Polakami oraz „orzekanie w sprawach pod tym względem wątpliwych”.

Trybunał składał się z ośmiu członków i ośmiu zastępców. Sekretarza Trybunału wyznaczał szef Departamentu IV Personalnego Ministerstwa Spraw Wojskowych. Zebrania Trybunału zwoływał i przewodniczył im przewodniczący bądź jego zastępca. W przypadku niemożności przybycia na zebrania członków Trybunału, w ich miejsce byli powoływani ich zastępcy.
Trybunał podejmował uchwały zwykłą większością głosów w obecności co najmniej pięciu członków lub ich zastępców. Przewodniczący nie brał udziału w głosowaniu, lecz miał głos rozstrzygający w razie równej ilości głosów. Przewodniczący, po zbadaniu sprawy przez Trybunał, przedstawiał orzeczenie wraz z pisemnym uzasadnieniem Ministrowi Spraw Wojskowych. Minister mógł zatwierdzić orzeczenie Trybunału i przedstawić je Naczelnemu Wodzowi z wnioskiem o usunięcie oficera, ewentualnie mógł nie zatwierdzić orzeczenia i zwrócić je Trybunałowi celem ponownego rozpatrzenia sprawy. Zwrot sprawy do ponownego rozpatrzenia wymagał sporządzenia przez Ministra pisemnego uasadnienia. Minister rozstrzygał wszystkie wątpliwości wynikające ze stosowania dekretu. Akta Trybunału były przechowywane w Departamencie IV Personalnym Ministerstwa Spraw Wojskowych.
Tym samym dekretem Naczelny Wódz mianował wszystkich członków trybunału i ich zastępców, a spośród nich przewodniczącego i jego zastępcę:
- członek i przewodniczący - gen. broni Józef Haller z byłej Armii Polskiej we Francji,
- zastępca członka i zastępca przewodniczącego - gen. ppor. Aleksander Osiński z byłej armii rosyjskiej,
- członek - gen. ppor. Edmund Hauser z byłej c. i k. Armii,
- zastępca członka - gen. ppor. Tadeusz Wiktor z byłej c. i k. Armii,
- członek - ppłk SG Stanisław Burhardt-Bukacki z byłych Legionów Polskich,
- zastępca członka - mjr p.d. SG Zygmunt Platowski z byłych Legionów Polskich,
- członek - ppłk Stanisław Taczak z byłej armii niemieckiej.
- zastępca członka - por. Edmund Bartkowski z byłej armii niemieckiej,
- członek - mjr lek. Bronisław Nakoniecznikow-Klukowski z byłej armii rosyjskiej,
- zastępca członka - rtm. Stanisław Lubiński,
- członek - płk Mieczysław Kuliński z byłej c. i k. Armii,
- zastępca członka - kpt. Karol Matkowski,
- członek - kpt. Kazimierz Młodzianowski z byłych Legionów Polskich,
- zastępca członka - rtm. Janusz Jagrym-Maleszewski z byłych Legionów Polskich,
- członek - ppłk Jakub Krzemieński z byłych Legionów Polskich,
- zastępca członka - mjr Jerzy Dudrewicz[1].

Usunięcie oficera oznaczało „pozbawienie [go] stopnia oficerskiego na mocy orzeczenia Oficerskiego Trybunału Orzekającego”. Decyzję podejmował Naczelny Wódz. Decyzja miała postać dekretu, który był ogłaszany w Dzienniku Personalnym Ministerstwa Spraw Wojskowych.
Dekretem L. 8423/V.P.B. z 28 marca 1922 roku Naczelny Wódz pozbawił stopnia oficerskiego kapitana rezerwy Oskara Sheybala z 17 Pułku Piechoty i podporucznika Piotra Daszuka z 8 Pułku Piechoty Legionów.
Dekretem L. 10964/V.P.B. z 9 kwietnia 1922 roku Naczelny Wódz pozbawił stopnia oficerskiego kapitana lekarza Lejzora Prybulskiego na mocy orzeczenia OTO z 26 lipca 1921 roku.
Dekretem L. 14096/V.P.B. z 9 kwietnia 1922 roku Naczelny Wódz pozbawił stopnia oficerskiego:
- mjr Józefa Kloba dowódcę Pułku Artylerii Najcięższej,
- por. Pawła Wyrzykowskiego z 85 Pułku Piechoty,
- por. Fryderyka Medlingera z 32 Pułku Piechoty,
- ppor. Feliksa Nabywanieca z 2 Pułku Wojsk Kolejowych[3].

Po zakończeniu wojny z bolszewikami i przejściu wojska na organizację pokojową Trybunał został umieszczony w strukturze Departamentu IX Sprawiedliwości Ministerstwa Spraw Wojskowych. Departament IX miał swoją siedzibę na Placu Saskim 5 w Warszawie, a Trybunał na Krakowskim Przedmieściu 64 w Warszawie. Trybunał był traktowany jako „instytucja przejściowa Ministerstwa Spraw Wojskowych”. Zakładano, że po rozpoznaniu wszystkich spraw, zostanie zlikwidowany. Przewidywania nie sprawdziły się. Trybunał funkcjonował do września 1939 roku.
31 marca 1927 roku Minister Spraw Wojskowych powołał 13 nowych członków Trybunału.
24 marca 1928 roku Minister Spraw Wojskowych, marszałek Polski Józef Piłsudski zarządził przeniesienie Oficerskiego Trybunału Orzekającego z Warszawy do Modlina.

## Członkowie Oficerskiego Trybunału Orzekającego

### Przewodniczący trybunału
- gen. broni Józef Haller (od 25 IX 1919)
- gen. por. Józef Leśniewski (22 IX 1920 – )
- gen. por. Jan Jacyna (1922 – )
- tyt. gen. broni Jan Rządkowski (– 31 V 1923)
- gen. dyw. Karol Schubert (4 IV 1924 – 25 III 1925[7])
- gen. bryg. Michał Tokarzewski-Karaszewicz (17 III 1927 – 21 III 1929 → dowódca 25 DP[8])
- płk kaw. Czesław Kozierowski (1939)[9]

### Zastępcy przewodniczącego trybunału
- gen. ppor. Aleksander Osiński (od 25 IX 1919)
- gen. dyw. Władysław Frankowski (– 1922)
- gen. ppor. Jan Sawicki (od 28 III 1922[10])
- płk kaw. Mikołaj Antoni Koiszewski (p.o. od 1 X 1929[11])
- płk uzbr. Bolesław Paweł Sikorski (od 11 IV 1933)
- płk uzbr. inż. Kazimierz Kieszniewski (od 1 VII 1934[12])
- płk piech. mgr Kazimierz Rybicki (– IX 1939[9])

### Członkowie trybunału
- gen. ppor. Roman Kawecki (od 28 III 1922)
- płk KS Bronisław Karol Sikorski (do 28 IV 1922)
- ppłk KS Edmund Wełdycz (od 28 IV 1922[13])
- mjr piech. Stanisław Jaster (do 1923)[14]
- gen. bryg. Leon Pachucki (1 II 1924 - 15 IV 1925)
- płk geogr. Jerzy Salecki (od IV 1924[15])
- płk piech. Marian Sieleżyński (od 1 II 1925[16])
- płk piech. Adolf Paqualen (16 II 1926[17] – II 1927)
- płk piech. Włodzimierz Bokszczanin (od IV 1927)
- płk piech. Henryk Weiss (IV 1927 – IX 1928)
- płk piech. Franciszek Kristinus (od IV 1927)
- płk piech. Stanisław Tarabanowicz (od IV 1927)
- płk piech. Stanisław Wrzaliński (od IV 1927)
- płk SG Euzebiusz Hauser (od IV 1927)
- płk piech. Edmund Koczorowski (od IV 1927)
- płk piech. Konstanty Oświeciński (od IV 1927)
- ppłk SG Stanisław II Ostrowski (IV – X 1927)
- płk kaw. Henryk Budkowski (od IV 1927)
- płk kaw. Władysław Fibich (od IV 1927)
- płk kaw. Stanisław Pomiankowski (od IV 1927)
- płk art. Stanisław I Ostrowski (od IV 1927)
- gen. bryg. Władysław Bejnar (od 1926)[18]
- płk piech. Stanisław Jetel (VII 1927 – III 1929)
- płk piech. Franciszek Stutzmann (VII 1927 - III 1929)
- płk piech. Bolesław Piotrowski (1928)[19]
- płk piech. Ryszard Waniczek (do 12 III 1929[20])
- płk piech. Władysław Wojtkiewicz (od 12 III 1929)
- płk kaw. Mikołaj Antoni Koiszewski (od 12 III 1929)
- płk dypl. kaw. Mieczysław Pożerski (12 III 1929)
- płk kaw. Cyprian Bystram (12 III 1929)[21]
- płk kaw. inż. Zygmunt Podhorski (12 III 1929)
- płk art. Bronisław Kuczewski (12 III 1929)
- płk art. Franciszek Szczuka (12 III 1929[22])
- ppłk piech. Wacław Zbrowski (od 12 III 1929[23])
- płk piech. Stanisław Juszczacki (1932)[21]
- płk dypl. kaw. Marian Słoniński (1 IX 1932[24] – †21 IV 1936)
- płk kaw. Spirydion Koiszewski (IX 1932 – 30 VI 1934)
- płk uzbr. Bolesław Paweł Sikorski (do 11 IV 1933 → zastępca przewodniczącego OTO)
- płk dypl. piech. Mikołaj Freund-Krasicki (do IX 1939)
- płk piech. Alfred Jan Vogel (od I 1928)[25])

### Zastępcy członków
- płk pd SG inż. Michał Bajer (do 25 IX 1924)
- ppłk SG Bronisław Regulski (do 25 IX 1924)
- ppłk SG Adam Koc (do 25 IX 1924)
- ppłk SG Jan Ignacy Zakrzewski
- ppłk piech. Romuald Żurakowski (do 25 IX 1924)
- mjr piech. Stanisław Jaster (do 25 IX 1924)
- płk KS Jerzy Dudrewicz (do 25 IX 1924[26])
- ppłk uzbr. inz. Kazimierz Jakowski (do 25 IX 1924[26])